# Maeda Keiji
Maeda Toshimasu (前田利益 (Tiền Điền Lợi Ích) 1543—1612), hay còn gọi là Maeda Keiji (前田慶次 (Tiền Điền Khánh Thứ)), là một samurai từ thời đại Sengoku cho đến đầu thời đại Edo. Toshimasu sinh ra trong gia tộc Takigawa ở Owari, là con trai của Takigawa Kazumasu. Ông được nhận làm con nuôi của Maeda Toshihisa, anh trai của Maeda Toshiie. Toshimasu phục vụ cho Oda Nobunaga cùng với chú mình. Ban đầu, Toshimasu là người thừa kế vị trí đứng đầu gia tộc Maeda; tuy nhiên, sau khi Oda Nobunaga thay thế vị trí đứng đầu gia tộc Maeda của Toshihisa bằng Toshiie, ông cũng mất luôn vị trí này. Có lẽ vì mất quyền thừa kế, Toshimasu nổi tiếng là bất hòa với chú mình.
Toshimasu cưỡi con ngựa huyền thoại Matsukaze (có nghĩa là Gió lốc hay Tùng phong). Người ta nói rằng con ngựa to lớn một cách kỳ lạ và có sức mạnh phi thường. Có lẽ vì thế, con ngựa mới chở nổi thân hình to lớn của Toshimasu.
Khi ở Kyoto, Toshimasu gặp và kết bạn với Naoe Kanetsugu, karō của Uesugi Kagekatsu. Hai người trở thành bạn thân. Kết quả là, Toshimasu đồng ý tham gia cùng Kanetsugu trong lần tiến đánh nhà Aizu của gia tộc Uesugi. Trong khi rút lui sau thất bại, Keiji được giao nhiệm vụ chỉ huy hậu quân. Cưỡi trên mình con Matsukaze xông vào trận đánh, vung thanh giáo hai ngạnh, ông đã làm nên một kỳ công tuyệt vời. Nhờ một phần vào sự dũng mãnh của Toshimasu, quân đội nhà Uesugi mới có thể rút lui nguyên vẹn.
Sau đó, Toshimasu trở về kinh đô và dành thời gian cho hội họa và văn chương. Keiji bị ghét từ chiến dịch Kyushu của Toyotomi vì tính cách hoang dã của ông. Khi Tokugawa giao tranh với gia tộc Uesugi năm 1600, ông lại một lần nữa sát cánh cùng quân đội nhà Uesugi. Trong trận đánh với nhà Mogami, ông đột phá qua phòng tuyến quân địch với chỉ tám kị binh, và phá tan đội hình của họ. Sau khi gia tộc Uesugi chuyển đến Lãnh địa Yonezawa, Toshimasu vẫn ở với họ, với vai trò một thuộc hạ.
Áo giáp của Keiji vẫn còn đến ngày nay ở Bảo tàng Miyasaka.

## Miêu tả trong văn chương
Toshimasu (thường được miêu tả dưới cái tên Keiji hay Keijirō) thường được khắc họa là người thích đùa cợt và đôi khi hơi điên điên, hay kabukimono, vì phong cách hoang dại của ông. Ví dụ, trong video game, ông cố ý đổ nước lạnh vào bồn tắm của chú mình (Toshiie).

Hình Keiji trong video game Samurai Warriors 2 của Koei.

Ông là một nhân vật chơi được trong video game Playstation 2 và Xbox 360, Samurai Warriors và Samurai Warriors 2 và được coi là một trong những nhân vật mạnh cùng với Honda Tadakatsu. Vũ khí của ông là cây giáo hai lưỡi, giống với thanh sasumata.
Trong Warriors Orochi, ông là vệ sỹ mới của Orochi. Ông gửi một bức thư cho Lu Meng và thách đấu một chấp sáu. Những viên tướng được gửi đến để giúp Lu Meng là Zhu Zhi, Tokugawa Ieyasu, Zhou Tai, Ina, và Hattori Hanzo. Họ bao vây Keiji và đánh bại ông, sau đó ông chuyển sang phe Tôn Ngô cách bắt được ông là:
-Chọn Wu-Chapter 6-X: Battle of Osaka Bay
-Nhiệm vụ: trong vòng 20 phút, bạn phải đảm bảo mạng sống cho tất cả tướng phe mình và dẫn họ đến căn cứ của Keiji.
-Bạn cứ chơi như bình thường, sau khi kill(đánh bại) 1,2 tướng địch, sẽ có thông báo của Lu Meng, bạn phải quay lại căn cứ và đánh vào chiếc trống để huy động thêm đồng minh. Trống đặt ở căn cứ nơi bạn xuất phát, cứ lại gần và nhấn nút đánh (attack) vào chiếc trống là xong. Sau khi đánh xong, bạn tiếp tục đi kill tướng và quay lại đánh trống. Sau khoảng 5-6 lần, đến khi Hanzo thông báo, bạn bắt đầu tiến về căn cứ của Keiji và kill ông.
Maeda Keiji là một nhân vật mới trong Sengoku Basara 2, là phần tiếp theo game hành động dựa trên thời đại Sengoku của Capcom, Sengoku Basara. Ông cầm một thanh odachi khổng lồ, có một con khỉ nuôi, và do Masakazu Morita lồng tiếng.
Keijiro cũng xuất hiện trong Onimusha Blade Warriors cũng như game Onimusha đầu tiên, với cái tên: Yumemaru (đứa trẻ nhỏ do Công chúa Yuki chăm sóc). Maeda Keiji cũng là một nhân vật ẩn chơi được trong game Kessen III bằng cách load một file save của Samurai Warriors từ memory card.
Một seri manga dựa một phần trên cuộc đời của Keiji do Tetsuo Hara vẽ (tác giả truyện Fist of the North Star nổi tiếng) và được đặt tên là Hana no Keiji. Truyện tranh này được biết đến ở Việt Nam với cái tên Bắc đẩu du hiệp. Một bộ phim hành động và một game Super Famicom được làm dựa trên truyện này.
Trong seri kịch truyền hình của kênh NHK Từ Toshiie đến Matsu, Maeda Keijiro do Oikawa Mitsuhiro đóng.